# Захисники (Marvel Comics)
«Захисники» (англ. Defenders) — назва кількох груп супергероїв Marvel Comics. Зазвичай вони не сприймаються як одна команда, але всі вони ознайомлені з планами один одного, що зазвичай передбачають битви з містичними та надприродними загрозами.
Оригінальний і найпопулярніший склад Захисників містить Срібного серфера, Неймора та Галка на чолі з Доктором Стренджом. Вперше як Захисники вони з'явилися в Marvel Feature № 1 (грудень 1971). Оригінальний склад Захисників вважається однією з найпотужніших команд супергероїв у Всесвіті Marvel, бо володіє неймовірними силами.

## Історія публікацій
Оригінальна серія видавалася з 1971 по 1986 рік. Пізніше публікація була відновлена під назвою The New Defenders, але оригінальний склад був повністю змінений. Концепт був знову змінений в 1993—1995 роках у серії Secret Defenders, у якій Доктор Стрендж збирав нову команду для кожної окремої місії. У 2000-х роках Marvel опублікувала нову серію коміксів із зображенням класичної команди Захисників.

## Вигадана біографія
Біографію Захисників можна простежити за двома кросовер-серіям, написаними Роєм Томасом, до офіційного заснування команди. У номерах Doctor Strange № 183 (листопад 1969), Sub-Mariner № 22 (лютий 1970) і The Incredible Hulk № 126 (квітень 1970). Доктор Стрендж в команді з Неймором та Галком захищали Землю від вторгнення лавкрафтіян. Пізніше в сюжеті вперше з'являється Валькірія. У другій серії чисел Sub-Mariner № 34 і № 35 (лютий і березень 1971), Неймор користується допомогою Срібного серфера для запобігання потенційно небезпечного експерименту з контролю за погодою (і паралельно врятувати маленьку острівну державу від диктатора) та Месників, які діяли під неофіційною назвою «Три Титани». Ці та дві інші історії були надруковані в першому томі Захисників Essential Defenders.
Захисники вперше зібралися як суперкоманда Marvel Marvel Feature № 1 (грудень 1971), після чого залишилися працювати в команді. Після популярності пілотного числа Marvel Feature № 1, Marvel почала публікувати окрему самодостатню серію Захисники.
Найвідомішими членами Захисників були Доктор Стрендж, Галк, Валькірія, Неймор, Срібний серфер, Пекельна кішка. Багато інших відомих супергероїв працювали з Захисниками та були їх «неофіційними» членами. Серед таких були Соколине Око, Люк Кейдж, Людина-крига, Архангел, Звір та інші. На цей час останніми членами є: Доктор Стрендж, Червона Жінка-Галк, Залізний кулак, Неймор та Срібний серфер.

## Поза коміксами

### Телебачення
Marvel випустив влітку 2017 року 8-серійний телесеріал «Захисники». Він став кульмінацією для сюжету таких серіалів, як Шибайголова, Джессіка Джонс, Люк Кейдж та Залізний кулак, а Чарлі Кокс, Крістен Ріттер, Майк Колтер та Фінн Джонс зіграли відповідні головні ролі. Дуглас Петрі та Марко Рамірес виступали шоурунерами, а Дрю Годдард виступив виконавчим продюсером шоу. Серіал розповідав про команду, яка організовувала боротьбу з Рукою. Його можна переглянути на відеосервісі Netflix.
Захисники з'являються в серіалі анімаційного серіалу «Шоу супер героїв» «Вторгнення з темного виміру». Коли барон Мордо володіє Залізною людиною, Росомахою, Соколом і Червонокрилим, доктор Стрендж, Валькірія, Галк, Тор і Срібний серфер створюють нову групу, щоб зупинити Мордо.
Варіант «Захисників» з'являється в епізоді мультсеріалу «Месники» «Планета Дум». Це втілення виступає єдиною у світі командою героїв в альтернативній хронології, де Доктор Дум перешкоджав формуванню Месників і заволодів світом. До складу команди входять Клінт Бартон / Мішень, Сем Вілсон, Пітер Паркер / Людина-павук та Френк Касл, а також Наташа Романова / Чорна вдова та Мозговий Трест (Тоні Старк та Брюс Банер) як кроти для збільшення сили Доктора Дума.

### Відеоігри
Чотири члени-засновники Захисників грають свою роль у Marvel: Ultimate Alliance. Срібного серфера можна розблокувати за допомогою спеціального коду (доступного для тих, хто попередньо замовив гру через певні торгові точки) або виконавши всі місії коміксів. Доктор Стрендж і Неймор є неігровими персонажами у версії Game Boy Advance, хоча перший є ігровим персонажем на більшості платформ. У всіх інших версіях Брюс Банер спочатку виступає лише як неігровий персонаж, який допомагає героям знешкодити гамма-бомбу, хоча згодом Галк був випущений як необов'язковий для завантаження персонажу у версії Xbox 360. Неймор відіграє визначну роль у сюжеті, коли гравець мав допомогти зупинити повстання в Атлантиді, врятуванні Неймора з повітряної в'язниці, в якій він опинився в пастці, та перемозі атлантів під контролем Аттума та Тигрової акули. Гравець може отримати бонус команди Захисників за наявності Доктора Стренджа, Срібного серфера, Люка Кейджа, Людини криги та Галка або бонус команди Таємних Захисників, використовуючи Ghost Rider, Галка, Срібного Серфера і Доктора Стренджа.
Захисники з'являються в Академії Месників Marvel. Ця ітерація команди складається з Коллін Вінґ, Шибайголови, Пекельної кішки, Залізного кулака, Джессіки Джонс, Люка Кейджа та Місті Найт.
Захисники з'являються в Marvel Ultimate Alliance 3: The Black Order, до складу якого входять Шибайголова, Люк Кейдж, Залізний кулак та Електра як персонажі, що відтворюються, та Джессіка Джонс як неігровий персонаж.